# Захоплення Мерс-ель-Кебіра (1505)
Захоплення Мерс-ель-Кебіра (ісп. Jornada de Mazalquivir) — перша кампанія, здійснена Іспанською імперією у війні проти заянідського султаната Тлемсен (в сучасному Алжирі). Морський порт Мерс-ель-Кебір (ісп. Mazalquivir) активно використовувався як база берберськими корсарами. Порт захищав потужний і добре озброєний форт, який вже успішно витримав напад португальських військ в 1496 і 1501 роках.

## Передумови
В Іспанії, після завоювання Гранади (1492) та придушення повстання Альпухарр (1499—1501), існувала суспільна думка, яку, зокрема, підтримував дуже впливовий кардинал Франсіско де Сиснерос, про необхідність перенесення реконкісти через Гібралтар з метою завоювання узбережжя Північної Африки для запобігання нападам берберських піратів на іспанське узбережжя. Султанатом Тлемсен в той час правив Абу Абдаллах V, правління якого було нестабільним та слабким.

## Підготовка

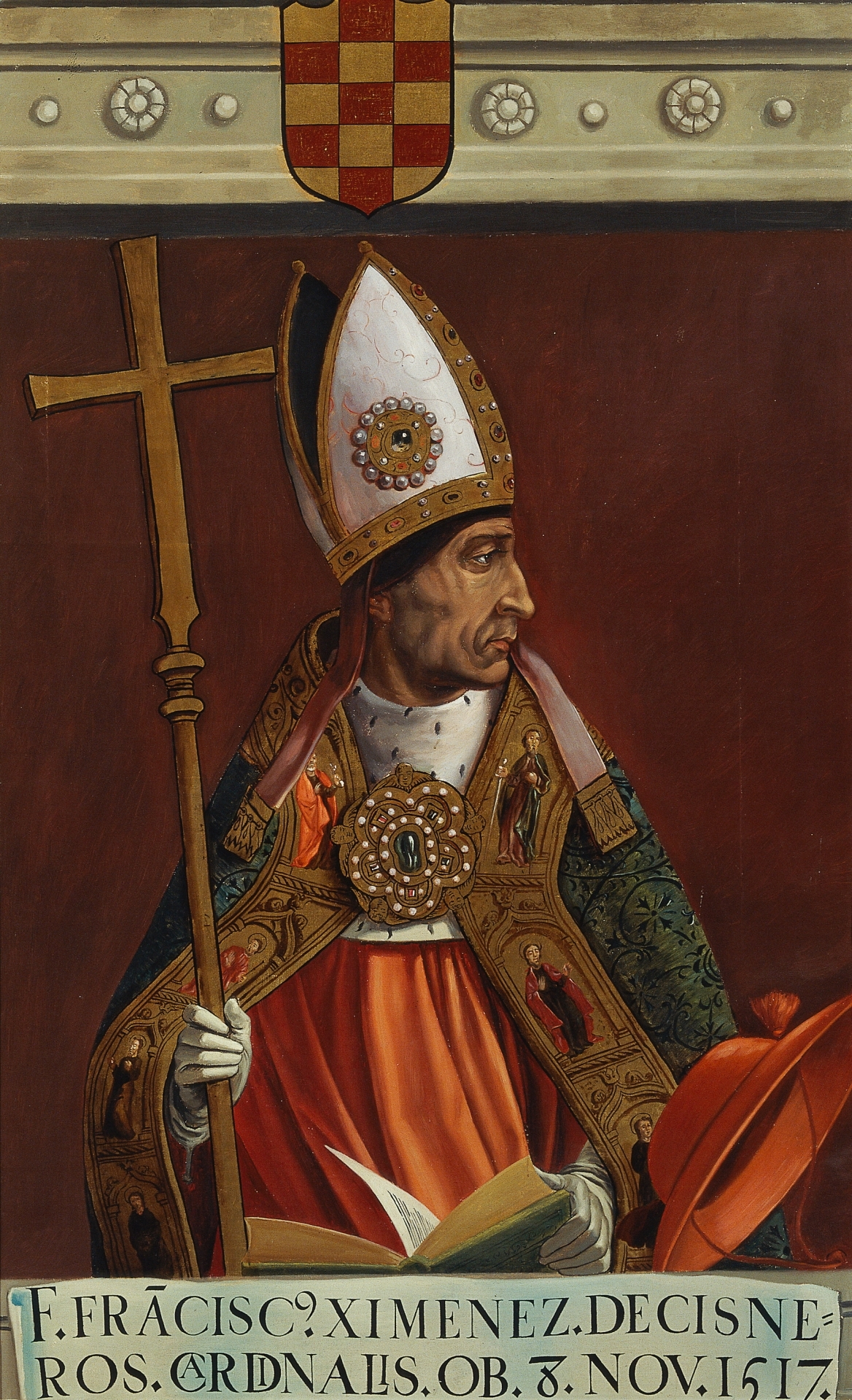
Кардинал Франсіско Хіменес де Сиснерос був одним із головних прихильників продовження реконкісти на «берберському узбережжі» в Африці

З метою захоплення Мерс-ель-Кебіру в порту Малаги було зібрано 7-тисячне військо і флот із ста сімдесяти кораблів для його перевезення та постачання. Командування в морі здійснював каталонець Рамон де Кардона, а командування на суші Дієго Фернандес де Кордова.
Флот залишив Малагу 20 серпня 1505 року, але несприятливі вітри змусили його повернутися до порту. Нова спроба відбулась 3 вересня, але з тієї ж причини флот був змушений зупинитися в Альмерії. Нарешті, 9 вересня кораблям вдалося лягти на необхідний курс і 11 вересня іспанська флотилія прибула до узбережжя Мерс-ель-Кебір.
Алжирці, попереджені шпигунами про відправлення флоту та його цілі, зосередили свої сили в околицях Мерс-ель-Кебіру. Однак через затримки, спричинені погодою, вони вважали, що флот було відправлено до іншого пункту призначення і алжирські війська, зібрані для відбиття нападу були розпущені.

## Напад
Три караки під керівництвом басків Хуана де Лескано та Флореса де Маркуїни, які захистили корпуси своїх кораблів мішками з вовною, підійшли якомога ближче до форту і піддали його потужному артилерійському обстрілу. Піхота, що здійснила висадку під час проливної зливи, взяла висоту поблизу Мерс-ель-Кебіру і укріпилась на ній. З домінуючої висоти іспанці змогли організувати обстріл фортеці, а також алжирських галер в порту міста.
Наступного дня, 12 вересня, алжирська кіннота атакувала іспанські позиції, але була відбита. Потім захисники міста запропонували перемир'я до 13-го числа, обіцяючи здатися, якщо вони не отримають допомогу від Абу Абдаллаха V султана Тлемсена. Перемир'я було прийнято, і оскільки 13 вересня жодні алжирські війська не з'явилися, обложені з родинами та майном залишили місто, а іспанці зайняли форт. Зайнявши позиції в замку, іспанці побачили велику алжирську армію, яка прийшла на допомогу місту. Однак, виявивши, що місто вже втрачене, воно відступило назад до Орану. 24 вересня флот відплив до Малаги, залишивши у форті іспанський гарнізон із 500 чоловік.

## Наслідки
В 1507 році, в битві під Мерс-ель-Кебіром заянідські війська розбили великий загін іспанців, що здійснював грабіжницькі рейди по навколишній території, проте саме місто іспанцям вдалось утримати. Після захоплення у 1505 році, Мерс-ель-Кебір перебував під іспанським контролем майже 300 років лише з рідкісними недовгими перервами, такими, як під час відвоювання Орана у 1708 р.